# کارکس اسپارگانیویدس
کارکس اسپارگانیویدس (نام علمی: Carex sparganioides) نام یک گونه از سرده جگن است.